# Syndrom-Kurz-Test
Der Syndrom-Kurz-Test (SKT) nach Hellmut Erzigkeit ist ein kurzer Leistungstest zur Erfassung von Störungen des Gedächtnisses und
der Aufmerksamkeit. Er wurde an der Psychiatrischen Universitätsklinik Erlangen entwickelt und ist speziell für die Erfassung kognitiver Leistungen im klinisch-psychologischen Bereich geeignet. Er kann bei Demenzen, sogenannten „cerebralen Leistungsinsuffizienzen“, hirnorganischen Psychosyndromen (HOPS), Hirnleistungsstörungen im Alter, Durchgangssyndromen und organisch bedingten psychischen Syndromen und Störungen aller Art eingesetzt werden. Der SKT, der erstmals 1977 publiziert wurde, erschien im Jahr 2015 als vierte, vollkommen überarbeitete Version.

Der SKT dient weiterhin der Früherkennung und Verlaufskontrolle dementieller Syndrome und der differentiellen Erfassung von Durchgangssyndromen.
Neben dem Einsatz in der Demenzdiagnostik ist der SKT in der Lage, kognitive Beeinträchtigungen in Folge von Verletzungen oder Erkrankungen des Gehirns sowie aufgrund von substanzinduzierten kognitiven
Veränderungen (z. B. Psychopharmaka, Anästhetika, Noxen) zu erfassen.

## Testverfahren
Der SKT besteht aus insgesamt neun Subtests: drei Subtests für die Erfassung der Gedächtnisleistung (Gegenstände unmittelbar reproduzieren, Gegenstände nach Ablenkung reproduzieren, Gegenstände wiedererkennen) und sechs Subtests für die Erfassung der Aufmerksamkeit bzw. Informationsverarbeitungsgeschwindigkeit
(Gegenstände benennen, Zahlen lesen, Zahlen ordnen, Zahlen zurücklegen, Symbole zählen, Interferenztest). Die Durchführungsdauer beträgt ca. 10–15 Minuten.
Die Neunormierung des SKT berücksichtigt in der Diagnostik kognitiver Beeinträchtigungen und insbesondere in der Diagnostik dementieller Syndrome die prämorbide Intelligenz der Testperson.
Der Test ist somit in der Lage, einsetzende kognitive Abbauprozesse frühzeitig zu identifizieren, indem er statistisch bedeutsame Abweichungen zu den Leistungen der gesunden Vergleichsgruppe
darstellt. Darüber hinaus ermöglicht der SKT eine Differenzierung zwischen Depressiven und Dementen (ausgenommen MCI-Patienten).

### Reliabilität
Die Reliabilität des SKT liegt für die Parallelformen A bis E im Mittel zwischen 0.80 und 0.88 (Cronbach’s α). Für die SKT-Formen A und B wurden bei SKT-Daten aus klinischen Studien für die Gedächtnisscores ein Cronbach’s α von α= 0.86 und die Aufmerksamkeits-Scores von α= 0.92 errechnet; für den Gesamttest ergab sich α= 0.93. Die Retest-Reliabilität mit einer Testwiederholung nach 14 Tagen betrug rtt = 0.88 und nach 90 Tagen rtt = 0.83.

### Validität
Der SKT korreliert mit dem MMSE zu rct = -0.80; mit der ADAScog rct = 0.71; mit dem Demenztest rct = 0.56 und der BCRS zu rct = 0.81. Darüber hinaus eignet sich
der SKT zur Schweregradbestimmung einer dementiellen Erkrankung; im Rahmen von Verlaufsuntersuchungen zeigte sich seine Änderungssensitivität.

### Normierung
Der regressionsbasierten Norm von 2016 liegen Testergebnisse von insgesamt 1053 gesunden und 930 klinischen Personen zwischen 60 und 91 Jahren zugrunde. Eine Anwendung ist ab 17 Jahren möglich.

### Ergebnisse
Aus den neun Subtests mit Zeitlimit wird ein SKT-Gesamtwert gebildet und danach entschieden: 
keine kognitiven Leistungsstörungen, leichte kognitive Leistungsstörungen (fraglicher Beginn eines dementiellen Syndroms) oder ein dementielles Syndrom in leichter, mittelschwerer, schwerer oder sehr schwerer Ausprägung.